# Anja Koebel

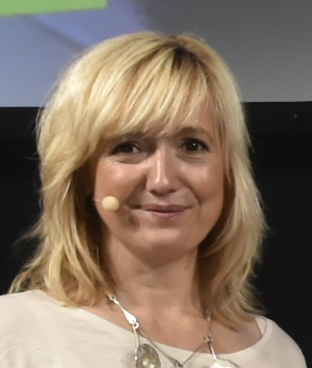
Anja Koebel als Moderatorin des ARD-/ZDF-Förderpreises (2014)

Anja Koebel (* 6. März 1968 in Dresden,  Deutsche Demokratische Republik) ist eine deutsche Hörfunk- und Fernsehmoderatorin. Seit 1997 ist sie Moderatorin des MDR Sachsenspiegels.

## Leben
Nach einer Ausbildung an der Medizinischen Fachschule arbeitete Koebel zunächst einige Jahre als zahnmedizinische Fachangestellte in einer Klinik, ehe sie ihr Abitur am Freiberg-Kolleg ablegte. In der Folge studierte sie zuerst Kunstgeschichte, Geschichte und Germanistik an der Technischen Universität Dresden, ehe sie ein Studium der Journalistik und Kommunikationswissenschaften an der Freien Universität Berlin aufnahm. Nach Abschluss dieses begann sie 1992 als Autorin und Redakteurin beim Radiosender MDR 1 Radio Sachsen, wo sie später auch als Moderatorin tätig war. 1997 wechselte sie zum MDR Fernsehen, wo sie Moderatorin des regionalen Nachrichtenmagazins Sachsenspiegel wurde.
Bis 2014 moderierte Koebel abwechselnd mit Anja Petzold und Andreas Fritsch die wochentägliche Magazinsendung dabei ab zwei, bevor sie 2014 Moderatorin von MDR um 4 wurde. Ihre Nachfolge bei der Sendung dabei ab zwei, die später in MDR um 2 umbenannt wurde, übernahm Kamilla Senjo. Im November 2021 gab sie die Moderation von MDR um 4 ab, um sich verstärkt ihrer Tätigkeit als Moderationscoach und ihrem Ehrenamt im Landesverband für Hospizarbeit und Palliativmedizin Sachsen e. V. zu widmen. 2021 wurde sie von diesem zur Botschafterin der Charta zur Betreuung schwerstkranker und sterbender Menschen in Deutschland ernannt.
Koebel lebt in Dresden, ist verheiratet und hat einen Sohn.